# نکو ویلیامز
نیکو ویلیامز (انگلیسی: Neco Williams؛ زادهٔ ۱۳ آوریل ۲۰۰۱) بازیکن فوتبال اهل بریتانیا است که برای باشگاه ناتینگهام فارست بازی می‌کند.
وی همچنین در تیم ملی فوتبال ولز بازی کرده‌است.